# Halbinsel-Feldzug
Hampton Roads – Yorktown – Williamsburg – Elthams Landing – Drewrys Bluff – Hanover Courthouse – Seven Pines – Oak Grove – Beaver Dam Creek – Gaines’ Mill – Garnetts & Goldings Farm – Savage’s Station – White Oak Swamp – Glendale – Malvern Hill

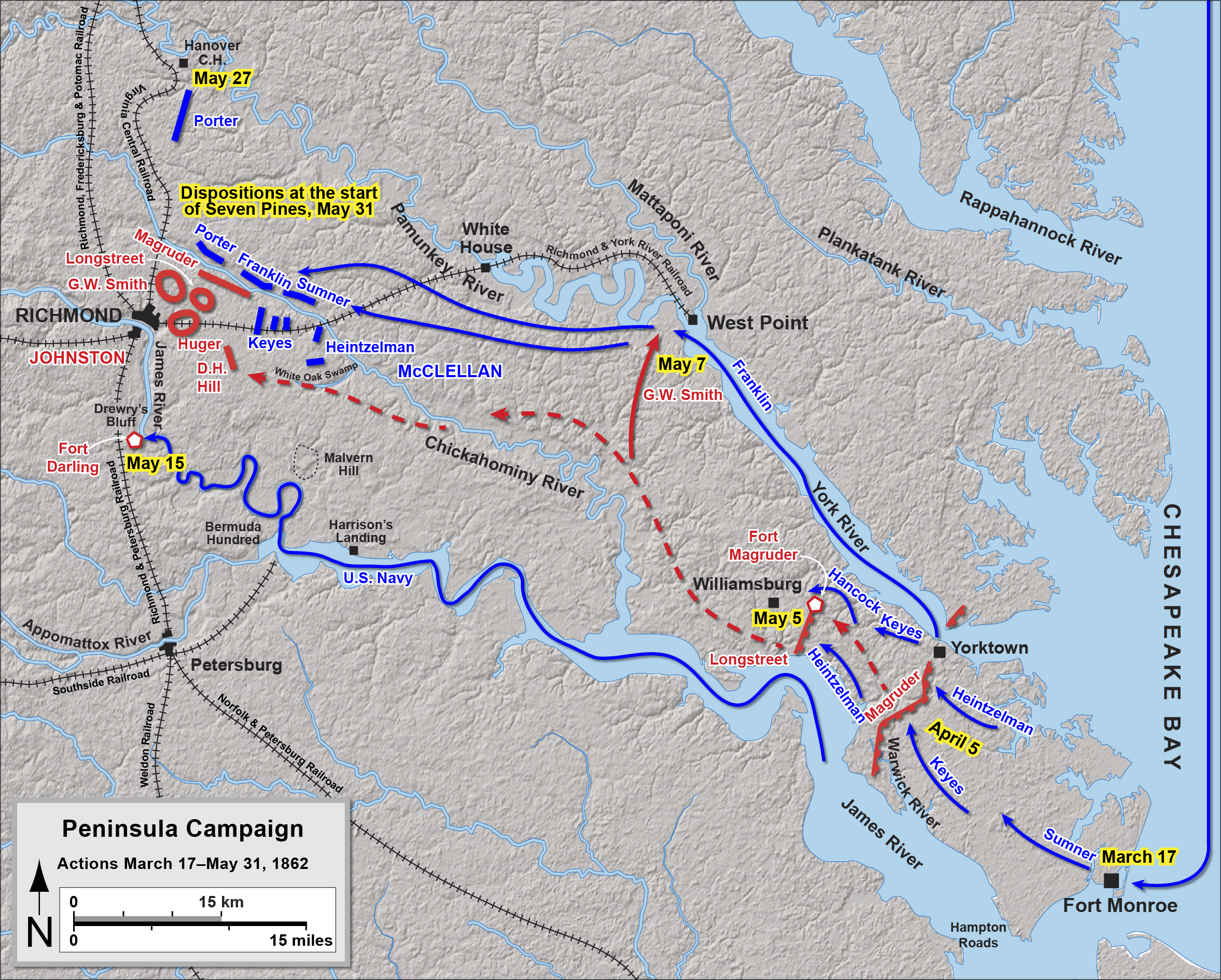
Halbinsel-Feldzug von Ft. Monroe bis Seven Pines

Der Halbinsel-Feldzug (englisch Peninsula(r) Campaign) von März bis Juli 1862 war ein Feldzug der Nordstaaten auf dem östlichen Kriegsschauplatz des Amerikanischen Bürgerkriegs. Sein Ziel war es, über die von James River, York River und Chesapeake Bay umgebene Virginia-Halbinsel im Südosten Virginias rasch nach Nordwesten vorzustoßen und die Hauptstadt der Konföderierten Richmond einzunehmen.
Um die Verteidigungsstellungen der Konföderierten im Norden Virginias zu umgehen, wurde die Potomac-Armee der Union unter Generalmajor McClellan per Schiff nach Fort Monroe am südöstlichen Ende der Halbinsel verlegt. Nach anfänglichen Erfolgen zwang eine Gegenoffensive der Südstaatenarmee unter General Lee die Unionstruppen zum Rückzug. Das Scheitern der Nordstaaten wenige Meilen vor Richmond beendete bei Politikern wie Militärs endgültig die Vorstellung von einem raschen Sieg und beschleunigte die Entwicklung des Konflikts zum „ersten modernen Krieg“.
Als mittelbare Folge änderten sich auch Charakter und Ziele des Krieges. Bis zum Halbinsel-Feldzug war die Wiederherstellung der Union in der Form von 1860 das offizielle Kriegsziel. Danach setzte sich zunehmend der Gedanke durch, dass das Ziel eine neue Union und die Abschaffung der Sklaverei in den Südstaaten sein müsse.

## Vorgeschichte

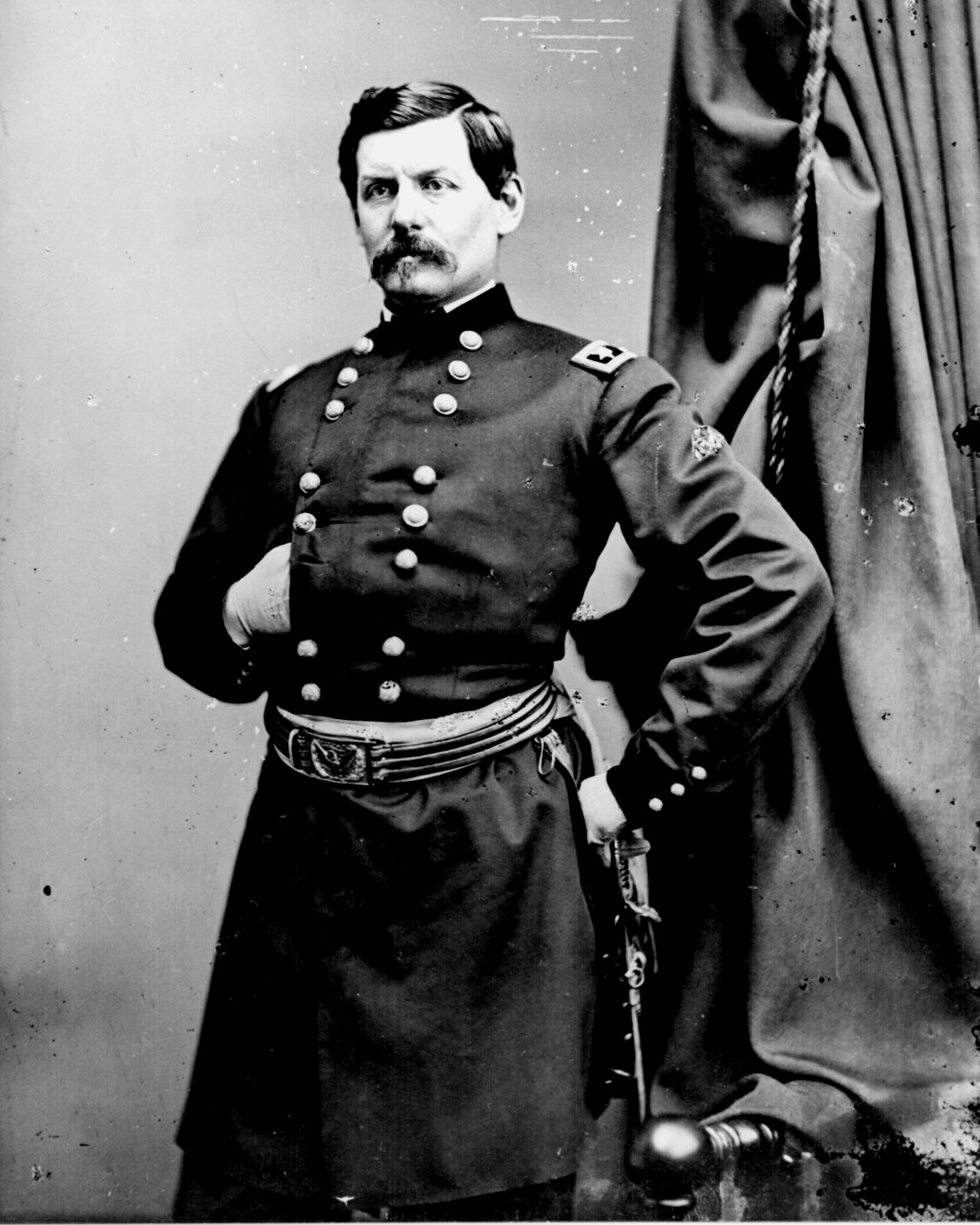
Generalmajor McClellan

Nach der Niederlage der Union am 21. Juli 1861 in der Ersten Schlacht von Manassas übernahm Generalmajor McClellan am 27. Juli den Oberbefehl über die im Norden Virginias und rund um Washington stationierten Landstreitkräfte der Union. McClellan hatte im Westen Virginias mit überlegenen Kräften die ersten Erfolge für die Union errungen und zum ersten Mal sein überragendes Organisationstalent gezeigt. Im Herbst und im Winter lag sein Schwerpunkt in der Reorganisation der geschlagenen Army of Northeastern Virginia, der Vereinheitlichung und Modernisierung der Ausrüstung und der Ausbildung der Soldaten. Bei seinen Soldaten war der General, der eigene Verluste möglichst zu minimieren suchte, als „Little Mac“ außerordentlich beliebt. Als Mitglied der Demokratischen Partei war er jedoch vielen Politikern der regierenden Republikaner suspekt, und schon im Herbst mehrten sich die Stimmen, die McClellan vorwarfen, die reorganisierte Armee nicht in den Kampf zu führen.

### Ziel des Feldzugs
Präsident Lincolns Order Nummer 1 vom 27. Januar 1862, sah vor, dass die Armeen der Union am 22. Februar auf allen Kriegsschauplätzen in die Offensive gehen sollten. Der Potomac-Armee befahl er, die Bedrohung der Hauptstadt durch die Nord-Virginia-Armee zu beenden, deren Versorgungslinien zwischen Manassas und den Blue Ridge Mountains zu unterbrechen und sie so zum Ausweichen nach Süden zu zwingen.

### Operationsplan

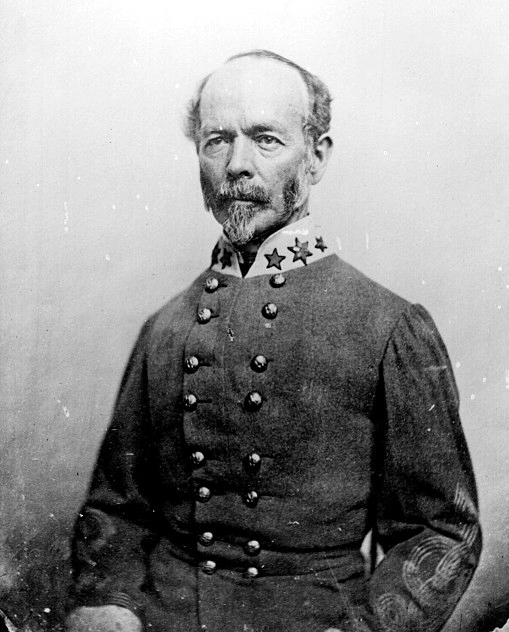
General Johnston

McClellan hatte Bedenken, die Nord-Virginia-Armee General Johnstons, die nur 30 km südlich von Washington entlang des Bull Run in Stellung lag, anzugreifen, weil er befürchtete, sie sei seiner Potomac-Armee überlegen. Er hatte schon im Herbst des Vorjahres einen Operationsplan entwickelt, der womöglich aufgrund seiner Erfahrungen als Beobachter im Krimkrieg entstanden war. Dieser sah vor, die Armee von Annapolis in Maryland – der Potomac war durch die Konföderierten gesperrt – auf dem Seeweg nach Urbana in Virginia zu transportieren. Von dort aus, im Rücken der Nord-Virginia-Armee, plante er, Richmond einzunehmen. Lincoln zögerte, dem Plan zuzustimmen, da ein Angriff auf dem Landweg garantiert hätte, dass die gesamte Armee stets zwischen den konföderierten Truppen und Washington gestanden hätte. Trotz seiner Befürchtungen, die Hauptstadt militärisch zu entblößen, stimmte er dem ursprünglich so genannten Urbana-Plan schließlich zu, ordnete aber eine Organisationsänderung in der Potomac-Armee an, nach der vier der fünf neu geschaffenen Korps mit republikanischen Kommandierenden Generalen besetzt wurden. Vor der Realisierung des Feldzugsplans musste jedoch erst die Bedrohung der Transportschiffe durch das überlegene konföderierte Panzerschiff Virginia beseitigt werden.

### Ausgangslage
Nach dem Seegefecht von Hampton Roads zwischen den Panzerschiffen Virginia und Monitor machte Johnston den Plan McClellans zunichte. Er gab am 7. März die Stellungen am Bull Run auf und wich mit der Nord-Virginia-Armee nach Süden über den Rappahannock in den Raum um Culpeper, Virginia, aus. Am 11. März enthob Lincoln McClellan des Oberbefehls des US-Heeres, damit er sich auf die Führung der Potomac-Armee konzentrieren konnte. McClellan überarbeitete seinen Operationsplan, der jetzt vorsah, die Armee in Fort Monroe anzulanden, die Virginia-Halbinsel zu erobern und Richmond zu besetzen. Am 17. März schifften sich die ersten Truppenteile von insgesamt 121.500 Mann ein.
Die restlichen Truppenteile der Potomac-Armee und die der Konföderation waren auf dem östlichen Kriegsschauplatz folgendermaßen verteilt:
| Ort                                           | Truppenteil         | Befehlshaber          | Stärke |
| --------------------------------------------- | ------------------- | --------------------- | ------ |
| Union                                         |                     |                       |        |
| südlich Washington – Wehrbereich Rappahannock | I. Korps            | Generalmajor McDowell | 35.000 |
| Shenandoahtal – Wehrbereich Shenandoah        | V. Korps            | Generalmajor Banks    | 25.000 |
| Konföderation                                 |                     |                       |        |
| bei Culpeper und Fredericksburg               | Nord-Virginia-Armee | General Johnston      | 49.000 |
| Warwick River zwischen Yorktown und James     | Magruders Division  | Generalmajor Magruder | 13.000 |
| Shenandoahtal                                 | Jacksons Division   | Generalmajor Jackson  | 8.000  |
| Norfolk, Virginia                             | Hugers Division     | Generalmajor Huger    | 9.000  |

Am 4. April war die Potomac-Armee ohne das I. Korps McDowells und das V. Korps Banks im Raum um Ft. Monroe versammelt. Diese beiden Korps wurden am gleichen Tag aus der Armee herausgelöst, in die Wehrbereiche Rappahannock und Shenandoah eingegliedert und dem Kriegsministerium direkt unterstellt.

## Der Feldzug

### Die Belagerung von Yorktown und der konföderierte Rückzug
Am 5. April begann McClellan mit der Potomac-Armee den Marsch auf Richmond. Noch am selben Tag traf er auf ersten hartnäckigen Widerstand der Konföderierten. Generalmajor Magruders „Halbinsel-Armee“ – eine Division mit 13.000 Mann – hatte Stellungen zwischen Yorktown und dem James entlang des Warwick Rivers bezogen. Wie bei seinem erfolgreichen Feldzug im westlichen Virginia überschätzte McClellan die Stärke der Konföderierten und entschloss sich, Yorktown zu belagern. Rund vier Wochen, bis Anfang Mai, benötigte McClellan, um Belagerungsgeschütze in Stellung zu bringen, während Johnston mit seinen Truppen aus dem Norden in den Süden Virginias eilte und Magruder verstärkte. Während dieser Zeit unternahm McClellan nur einen ernsthaften Versuch, in die Verteidigungsstellungen der Konföderierten einzubrechen.
Nach vorangegangener Artillerievorbereitung griff am Nachmittag des 16. April das 3. Vermont Regiment über den aufgestauten Warwick River beim Damm No. 1 an und brach in die vorderen Stellungen der Konföderierten ein. Da das Regiment keine Verstärkungen erhielt und die Munition beim Überqueren des Flusses nass geworden war, musste es wieder auf das östliche Ufer ausweichen. Ein zweiter Angriff schlug fehl. Am 30. April standen sich auf Seiten der Union 118.242 und auf Seiten der Konföderierten 55.633 Mann gegenüber. Am 3. Mai hatte McClellan schließlich alle Vorbereitungen für den Angriff abgeschlossen. Johnston wartete jedoch den Angriff nicht ab, sondern wich entgegen dem Befehl Präsident Davis’ mit allen Truppen auf vorbereitete Stellungen bei Williamsburg aus.
Die Potomac-Armee setzte scharf nach und stellte die Nachhut der Nord-Virginia-Armee bei Williamsburg. McClellan gelang es beinahe, die Konföderierten rechts zu überflügeln, denen es nur mit Mühe gelang, die Angriffe der Union abzuwehren. In der Nacht zum 6. Mai wich die Nord-Virginia-Armee erneut aus. McClellan meldete einen „grandiosen Sieg“ nach Washington, obwohl das Gefecht bestenfalls unentschieden ausgegangen war. Gleichzeitig forderte er das Kriegsministerium auf, McDowell und Banks das unverzügliche Vorrücken auf Richmond zu befehlen. Zudem hatte McClellan eine weitere amphibische Operation in die Wege geleitet. Er beabsichtigte, vier Divisionen den York aufwärts zu verschiffen, im Rücken der Nord-Virginia-Armee bei West Point zu entladen und sie von Richmond abzuschneiden. Franklins Division ging am Abend des 6. Mai bei Elthams Landing an Land, verblieb jedoch im Schutz des Feuers der Kanonenboote in der Nähe des Ufers. Johnston hatte von McClellans Absicht erfahren und seine Reserve unter Generalmajor Smith zur Sicherung des Marsches der Hauptkräfte nach dort abgestellt. Am 7. Mai griffen die Konföderierten Franklins Truppen an und den Hauptkräften gelang es, auszuweichen. Nach diesem Fehlschlag verzichtete McClellan auf amphibische Operationen dieser Größenordnung während des Feldzuges.

### Kämpfe zu Wasser
Auf der anderen Seite des James machte Johnstons Rückzug die Stadt Norfolk und mit ihr die Virginia, den Schrecken der US-Marine, unhaltbar. Nachdem am 9. Mai Unionstruppen ostwärts von Norfolk gelandet waren, räumte Generalmajor Hugers Division die Stadt und die Besatzung der Virginia zerstörte am 11. Mai ihr Schiff. Bereits am 7. Mai hatte McClellan gefordert, Kanonenboote den James aufwärts zu schicken und so seine linke Flanke zu entlasten. Lincoln befahl den Einsatz unter der Auflage, ihn nur durchzuführen, wenn er erfolgversprechend war. Diesen Erfolg hatte die Virginia bis zu ihrer Zerstörung unmöglich gemacht. Am 11. Mai machte sich eine US-Flottille, zu der unter anderem die Panzerschiffe Monitor und Galena gehörten, flussaufwärts auf den Weg, um Richmond auf dem Wasserweg anzugreifen. Der Angriff wurde am 15. Mai im Ersten Gefecht an Drewrys Bluff zurückgewiesen, wobei unter den konföderierten Kanonieren auch die Besatzung der Virginia war.

### Vormarsch auf Richmond und Schlacht von Seven Pines
McClellan nutzte sein bisher erfolgreiches Vorgehen bei Yorktown und Williamsburg zur erneuten Auseinandersetzung mit dem Präsidenten wegen dessen Änderung der Organisationsform seiner Armee. Am 9. Mai bat er den Kriegsminister um Erlaubnis, die Potomac-Armee reorganisieren zu dürfen. Zumindest wollte er „unfähige“ Kommandierende Generale absetzen dürfen. Er begründete das darüber hinaus damit, dass nur sein persönliches Eingreifen vor Williamsburg den Sieg gerettet hätte. Lincoln antwortete ihm darauf in einem persönlichen Schreiben, er habe keine Verbindungen mit den in Frage kommenden Generalen, ebenso wie McClellan nicht mit denen kommuniziere. McClellans Unterstützung im Senat und Repräsentantenhaus sinke von Tag zu Tag, aber wenn er sich für stark genug halte, dann solle er für den Erfolg der Armee alles tun. Am 8. Mai erhielt McClellan Nachrichten, dass die Kräfte vor Franklins Division zwischen 80.000–120.000 Mann stark seien und auf den Chickahominy auswichen. Er rückte deshalb und weil die Konföderierten sämtliche Brücken über den Fluss zerstört hatten, nur zögerlich nach Westen vor. Am 17. Mai erhielt McDowell den Auftrag, mit 35.000 bis 40.000 Mann nach Süden vorzugehen, wurde jedoch McClellan nicht unterstellt.
General Lee, der Militärberater des konföderierten Präsidenten Davis, hatte bereits am 1. Mai Generalmajor Jackson angewiesen, soviel Nordstaatentruppen wie möglich auf sich zu ziehen und im Shenandoahtal zu binden. Dieser Befehl führte wieder einmal zu Querelen mit General Johnston, der sich durch diese Anweisung übergangen fühlte. Jacksons erfolgreiche Angriffe gegen die im Shenandoahtal verbliebenen Truppen der Union ließen Lincoln am 24. Mai McDowell befehlen, den Vormarsch auf Richmond einzustellen und die durch Jackson entstandene Gefahr zu beseitigen (vgl. Jacksons Shenandoah-Feldzug 1862). Proteste McDowells und McClellans ließ er nicht gelten. McClellan hatte inzwischen entschieden, Richmond – wie schon zuvor bei Yorktown – durch den Einsatz von Belagerungsgeschützen einzunehmen. Am 18. Mai hatte er mit der Genehmigung des Präsidenten zwei neue vorläufige Korps mit seiner Meinung nach fähigeren Kommandierenden Generalen in der Potomac-Armee gebildet. Noch vor dem Rückzug McDowells war McClellan beauftragt worden, dessen Anmarsch durch die Unterbrechung der nach Norden führenden Fredericksburg & Richmond-Eisenbahnlinie zu unterstützen. McClellan beauftragte damit das neue V. Korps unter Generalmajor Fitz John Porter. Um die Verbindungen innerhalb seiner Armee aufrechtzuerhalten, musste er die Korps Franklins und Sumners nördlich des Chickahominy einsetzen. Auf dem südlichen Ufer befanden sich nur die Korps Keyes’ und Heintzelmanns.
Am 27. Mai kam es zum Gefecht bei Hanover Court House, bei dem es dem V. Korps gelang, die Eisenbahnlinien zu unterbrechen. Danach erhielt Porter den Auftrag, sich den anderen Korps der Armee zur Belagerung Richmonds am rechten Flügel am Chickahominy anzuschließen. Der Chickahominy war eigentlich ein eher kleines Flüsschen, aber starke Regenfälle hatten ihn in der letzten Zeit stark anschwellen lassen. Johnston, der rund 70.000 Mann um Richmond versammelt hatte, entschied sich, gegen den schwächeren Flügel von McClellans Armee südlich des Chickahominy vorzugehen. Am 30. Mai kam es zur blutigen Schlacht von Seven Pines. Johnstons Angriff litt unter Koordinierungsproblemen und schlug fehl. Die Potomac-Armee verlor rund 5000, die Nord-Virginia-Armee rund 6000 Soldaten, darunter Johnston, der schwer verwundet wurde. An seine Stelle trat am 1. Juni 1862 General Robert Edward Lee.

### Lees Gegenschlag – Seven Days

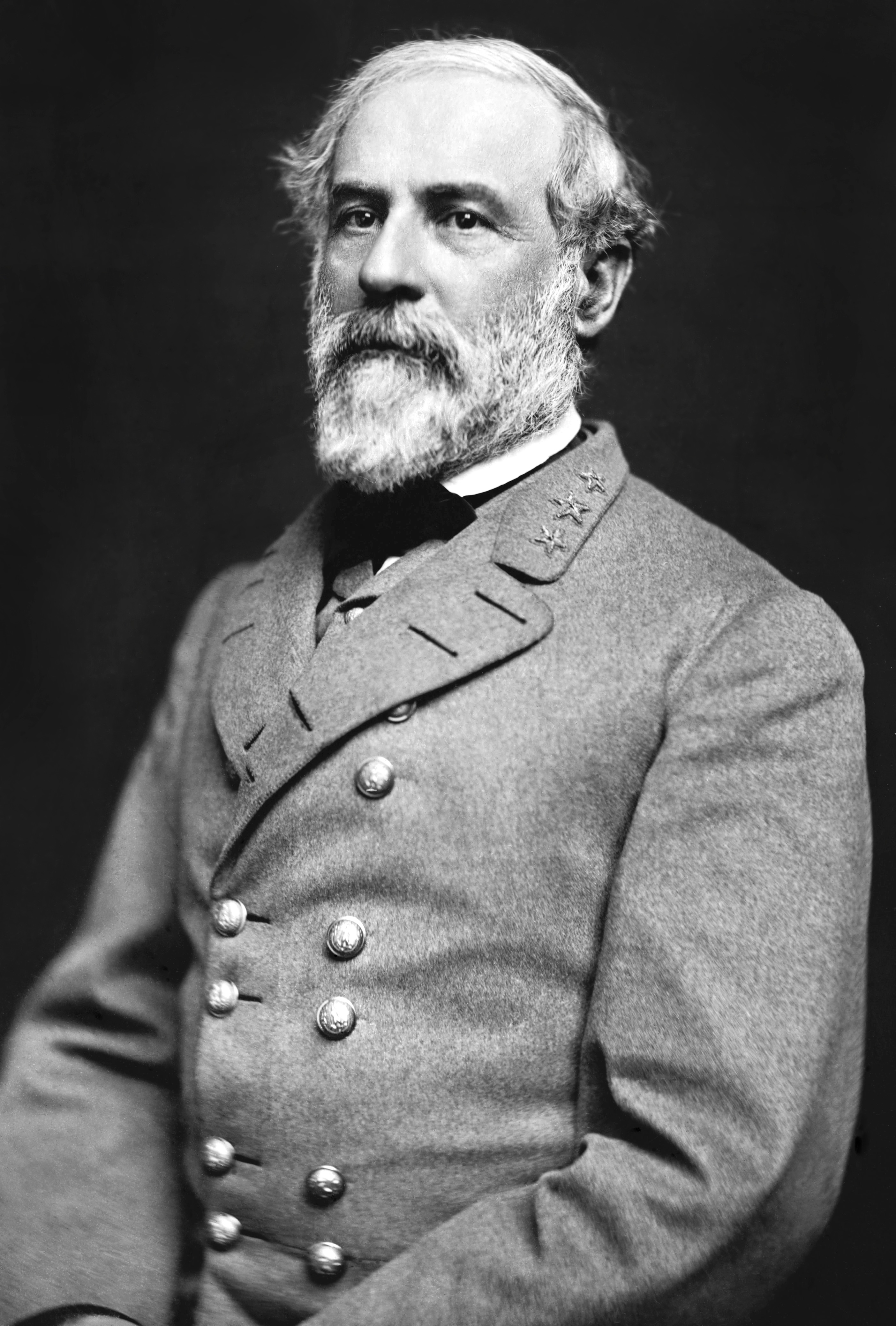
Robert E. Lee

Lee brach die Schlacht ab und wich auf seine Verteidigungsstellungen rund um Richmond aus, die er in den folgenden Wochen weiter ausbauen und befestigen ließ. McClellan wollte diese weiterhin nicht angreifen, sondern wartete auf seine schweren Belagerungsgeschütze. Am 11. Juni befahl Lee dem Kommandeur seiner Kavalleriebrigade, Brigadegeneral J.E.B. Stuart, einen Aufklärungsritt in den Rücken des Gegners, in dessen Verlauf Stuart die Potomac-Armee vom 12. bis zum 15. Juni mit 1.200 Mann über eine Strecke von etwa 250 km vollständig umrundete („Ride around McClellan“). Der militärische Nutzen dieser Operation war gering, zeigte aber starke Auswirkungen auf die Kampfmoral. Stuart stellte fest, dass die rechte Flanke der Union, Fitz-John Porters nördlich des Chickahominy stationiertes V. Korps, ungedeckt und gegenüber einem Flankenangriff nicht geschützt war und McClellan war wieder einmal über die Stärke des Gegners und seiner scheinbar mühelosen Möglichkeiten beunruhigt.
Am selben Tag entschied Lee, Jacksons siegreiche Truppen aus dem Shenandoahtal in den Raum Ashland nördlich Richmonds zu verlegen. In seinem Befehl für den Angriff vom 24. Juni plante er, mit einem kleinen Teil der Nord-Virginia-Armee südlich des Chickahominy gegen das Gros der Potomac-Armee zu halten, während die Masse frontal gegen Porter vorgehen und Jackson entlang des Pamunkey in der Flanke und im Rücken angreifen sollte. Nach Porters Vernichtung beabsichtigte Lee, mit seinen Truppen McClellans Verbindungslinien nach Osten abzuschneiden und die Potomac-Armee dadurch endgültig zu besiegen. Das Ergebnis dieses Plans war die Sieben-Tage-Schlacht. Der Nord-Virginia-Armee gelang in keiner Schlacht ein entscheidender Sieg; in der Schlacht am Malvern Hill am 1. Juli wurde sie eindeutig besiegt. McClellan, der inzwischen vollends von seiner Unterlegenheit überzeugt war, wich trotz des Sieges auf Stellungen am James bei Harrisons Landing aus, wohin er auch in den vorhergehenden Tagen seine Versorgungsbasis verlegt hatte. Von dort konnte er Richmond weder zu Lande noch zu Wasser erneut bedrohen. Auch wenn Lees ambitionierter Plan nicht funktioniert hatte und die konföderierten Verluste deutlich höher waren als die der Union, so war es ihm doch gelungen, die bis dato größte Bedrohung von der Konföderation zu nehmen.

## Das Ende des Feldzuges

### Verbleib der Potomac-Armee
Die Potomac-Armee grub sich rund um Harrisons Landing im Schutz der Geschütze der US-Marine ein und blieb bis auf wenige Kavallerieraids tatenlos. Der Feldzug war damit endgültig beendet. Ihr Sieg hatte die Südstaaten rund 30.000 Mann gekostet, die Verluste des Nordens lagen bei etwa 24.000 Mann. Am 25. Juli hatte sich der designierte neue Oberbefehlshaber des US-Heeres, Generalmajor Henry W. Halleck mit McClellan in Harrisons Landing getroffen und über den weiteren Einsatz der Potomac-Armee beraten. Für einen erneuten Vorstoß nach Richmond forderte McClellan zunächst 50.000 gut ausgebildete Soldaten; Halleck hatte die Genehmigung, 20.000 Mann anzubieten. Am nächsten Morgen glaubte McClellan, mit der angebotenen Verstärkung einen Erfolg erzielen zu können. Zwei Tage später telegraphierte er Halleck, er bestehe auf mindestens 35.000 Mann. Wegen dieser nicht auflösbaren unterschiedlichen Forderungen befahl Halleck am 30. Juli den Abtransport der Verwundeten und am 3. August, inzwischen zum Oberbefehlshaber ernannt, den der Potomac-Armee nach Aquia Landing und Alexandria. Diesen Befehl setzte McClellan nur sehr zögerlich um. Das III. Korps schiffte sich am 14. August, das V. Korps am 21. August ein.
Inzwischen hatte Generalmajor John Pope mit seinem Vormarsch nach Süden begonnen und befand sich am 9. August im Raum Culpeper, Virginia. Er sollte durch Teile der Potomac-Armee verstärkt werden. Am 21./22. August befanden sich das III. und das V. Korps im Raum südlich Washington, die aber erst am 26. August im Raum um Warrenton Junction für Pope verfügbar waren. Nachdem kurz darauf die gesamte Armee im Raum Alexandria eingetroffen war, hielt McClellan sie mit fadenscheinigen Begründungen zurück und unterstützte in der Zweiten Schlacht am Bull Run nur marginal.

### Gründe des Scheiterns
Die Potomac-Armee war zu diesem Zeitpunkt die größte Armee, die jemals auf dem amerikanischen Kontinent aufgestellt worden war. Sie war ausgezeichnet ausgebildet und ausgerüstet. Ihre Versorgung war gut organisiert. Die Soldaten hatten großes Vertrauen in ihre Führung. Das Verhältnis der Führer untereinander war teilweise gespannt. Generalmajor McClellan hatte mit dem Plan für den Feldzug eine schwierige Operation eingeleitet und sich während des Feldzuges entschlossen, sowohl Yorktown als auch Richmond zu belagern. Dadurch verzögerte sich das Vorgehen der Armee jedes Mal um einen Monat, weil die schweren Belagerungsgeschütze erst mit der Eisenbahn herangebracht werden mussten. McClellan hatte bereits während der Schlacht von Williamsburg befohlen, White House am Pamunkey zu nehmen und die Versorgungsbasis der Potomac-Armee dort einzurichten. White House war der Endpunkt der einzigen Eisenbahnlinie, der Richmond & York Railroad, auf der Halbinsel. Als während der Sieben-Tage-Schlacht die Gefahr des Überflügelns von Porters V. Korps entstand, verlegte er die Versorgungsbasis nach Harrisons Landing an den James. Ein Transport der Belagerungsgeschütze nach Richmond auf dem Landweg war von dort aus nicht möglich. McClellan rückte mit seiner Armee nur langsam vor und ermöglichte es so Joseph E. Johnston, seine schwachen Kräfte immer an anderen Stellen einzusetzen. Dadurch und durch schlechte Aufklärung war McClellan davon überzeugt, einer überlegenen Nord-Virginia-Armee gegenüberzustehen. Als er später vor der Sieben-Tage-Schlacht vom Herannahen Stonewall Jacksons erfuhr, glaubte er, die Nord-Virginia-Armee bestehe aus mindestens 200.000 Mann.
Zum Abbruch des Feldzuges trug auch McClellans Verhältnis zum Präsidenten bei. Der militärische Autodidakt Lincoln bewunderte den „kleinen Napoleon“ zwar und ließ ihm auch schlechtes persönliches Betragen durchgehen. Auf Druck von Senatoren und Kongressabgeordneten, die ihre eigene Klientel in verantwortlichen Stellungen in der Potomac-Armee sehen wollten, und wegen der wachsenden Kritik an McClellans zögerlicher Kriegführung, änderte der Präsident jedoch gegen dessen Willen die Gliederung der Armee und entband ihn vom Oberbefehl über das US-Heer. Daraus ergaben sich McClellans ständige Rufe nach Verstärkung und berechtigte Forderungen nach einheitlicher Führung, zumindest für das Vorgehen in Richtung Richmond. In persönlichen Schreiben versuchte der Präsident McClellan immer wieder zu beschwichtigen und genehmigte immer wieder seine Pläne – selbst McDowells Korps wurde ihm kurzzeitig wieder unterstellt. Der Druck der Öffentlichkeit und die Bedrohung durch Jackson im Shenandoahtal ließen den Präsidenten seine Zusagen bald widerrufen. Während der Sieben-Tage-Schlacht schrieb McClellan daher den Brief, in dem er sämtliche Schuld an einer Niederlage dem Präsidenten zuschob, die seiner Meinung nach auch prompt eintrat. Den wesentlichen Grund für den Misserfolg der Union im Halbinsel-Feldzug sehen heutige Historiker aber genau wie zeitgenössische Kritiker in der Unentschlossenheit McClellans. Danach hat er gleich mehrere Chancen vergeben, Lees Truppen entscheidend zu schlagen und den Bürgerkrieg damit womöglich rasch zu beenden.

## Auswirkungen
Die politischen und militärischen Folgen des Scheiterns der Nordstaaten im Halbinsel-Feldzug waren weitreichend:
Der konföderierte Sieg im Shenandoahtal und vor Richmond hob die Moral der Südstaaten beträchtlich und brachte mit Lee, Jackson und Stuart drei der bedeutendsten Kommandeure der Konföderation hervor. Während die Konföderation auf anderen Kriegsschauplätzen schwere Niederlagen erlitt – im Frühjahr 1862 gingen der Großteil Tennessees, weite Teile des Mississippi-Tales und zahlreiche Häfen verloren – errang die Nord-Virginia-Armee einen ihrer größten Triumphe. Der Preis dafür war hoch: Allein die abschließende Sieben-Tage-Schlacht hatte beide Seiten zusammen rund 35.000 Mann an Toten, Verwundeten, Vermissten und Gefangenen gekostet. Sie war damit die bis dahin verlustreichste Schlacht der amerikanischen Geschichte und übertraf selbst die Schlacht von Shiloh im April 1862. Union und Konföderation hatten nun unwiderruflich den Weg zum totalen Krieg eingeschlagen, der später zu den verlustreichen Graben- und Stellungskämpfen vor Petersburg und Atlanta führen sollte.
Die im Norden herrschende Vorstellung von einem kurzen, weitgehend unblutigen Krieg zur „Niederwerfung der Rebellion“ war endgültig zunichtegemacht worden. Dies wurde offensichtlich, als Abraham Lincoln am 1. Juli 1862 weitere 300.000 Freiwillige anforderte, die Anfang August für neun Monate einberufen wurden. Die Wiederherstellung der alten Union, wie sie bis 1860 bestanden hatte, also unter Beibehaltung der Sklaverei, erschien immer mehr Nordstaatlern als ein zu geringer Gewinn für die enormen Opfer an Menschenleben, Geld und Material, mit denen sie nach dem unrühmlichen Ende des Halbinsel-Feldzugs rechnen mussten. Abraham Lincoln beispielsweise war bis dahin nur ein gemäßigter Gegner der Sklaverei gewesen. Er wollte, wie die meisten Republikaner, diese nicht abschaffen, sondern lediglich ihre Ausdehnung auf weitere Bundesstaaten und Territorien verhindern. Nun aber gelangte er zu der Überzeugung, dass die Sklaverei als letztliche Ursache des Konflikts gänzlich abgeschafft werden müsse und dass sich dafür nun auch eine Mehrheit bei der Bevölkerung des Nordens finden ließe. Im Sommer fasste er den Entschluss zur Emanzipationsproklamation, die nach der Schlacht am Antietam verkündet wurde und am 1. Januar 1863 in Kraft trat. James M. McPherson, einer der führenden Historiker des Bürgerkriegs, sah in Lees Erfolg während des Halbinsel-Feldzugs eine „abgründige Ironie“:

„Mit seinem Sieg über McClellan sorgte Lee dafür, daß der Krieg bis zur Vernichtung der Sklaverei, des alten Südens und so gut wie aller Werte dauerte, für die die Konföderation kämpfte.“

Der Ausgang des Halbinsel-Feldzugs bewirkte also mittelbar, dass aus dem Krieg gegen die Sezession ein Krieg für die Befreiung der Sklaven wurde.